# Euphyia subpulverata
Euphyia subpulverata là một loài bướm đêm trong họ Geometridae.